# Maranatha Campus Ministries
Maranatha Campus Ministries var en karismatisk/pingstorienterad kristen organisation, som startades av Bob Weiner och fanns åren 1971-1990. Dess främsta målgrupp var collegeskolor och universitet.

## Historik
Rörelsen startades av Paducah, Kentucky som en ungdomsrörelse ledd av Bob Weiner,

### Fotnoter
1. ↑  ”Arkiverade kopian”. Arkiverad från originalet den 9 februari 2007. https://web.archive.org/web/20070209001408/http://www.youthnow.org/home.php. Läst 29 juli 2012.